# Bulgária az 1988. évi téli olimpiai játékokon
Bulgária a kanadai Calgaryban megrendezett 1988. évi téli olimpiai játékok egyik részt vevő nemzete volt. Az országot az olimpián 7 sportágban 26 sportoló képviselte, akik érmet nem szereztek.

## Alpesisí
Férfi
| Versenyző              | Versenyszám      | 1. futam      | 1. futam      | 2. futam      | 2. futam      | Összesítés | Összesítés |
| Versenyző              | Versenyszám      | Idő           | Hely.         | Idő           | Hely.         | Idő        | Helyezés   |
| ---------------------- | ---------------- | ------------- | ------------- | ------------- | ------------- | ---------- | ---------- |
| Boriszlav Dimitracskov | Műlesiklás       | 57,58         | 31.           | 53,23         | 20.           | 1:50,81    | 19.*       |
| Boriszlav Dimitracskov | Óriás-műlesiklás | nem ért célba | nem ért célba | kiesett       | kiesett       | kiesett    | kiesett    |
| Petar Popangelov       | Műlesiklás       | 55,14         | 26.           | 51,20         | 16.           | 1:46,34    | 16.        |
| Ljubomir Popov         | Műlesiklás       | 57,78         | 32.           | 53,03         | 18.           | 1:50,81    | 19.*       |
| Ljubomir Popov         | Óriás-műlesiklás | 1:10,73       | 42.           | nem ért célba | nem ért célba | kiesett    | kiesett    |
| Sztefan Salamanov      | Műlesiklás       | 58,68         | 35.           | 53,69         | 22.           | 1:52,37    | 23.        |
| Sztefan Salamanov      | Óriás-műlesiklás | nem ért célba | nem ért célba | kiesett       | kiesett       | kiesett    | kiesett    |

* - egy másik versenyzővel azonos eredményt ért el

## Biatlon
| Versenyző                                                                 | Versenyszám      | Lövőhiba | Időeredmény | Helyezés |
| ------------------------------------------------------------------------- | ---------------- | -------- | ----------- | -------- |
| Vaszil Bozsilov                                                           | 10 km sprint     | 2        | 28:06,5     | 43.      |
| Vaszil Bozsilov                                                           | 20 km egyéni     | 4        | 1:00:49,8   | 19.      |
| Hriszto Kovacski                                                          | 20 km egyéni     | 7        | 1:06:15,6   | 55.      |
| Vladimir Velicskov                                                        | 10 km sprint     | 2        | 27:48,8     | 38.      |
| Vladimir Velicskov                                                        | 20 km egyéni     | 4        | 1:00:56,5   | 21.      |
| Kraszimir Videnov                                                         | 10 km sprint     | 1        | 27:31,1     | 29.      |
| Hriszto Vodenicsarov                                                      | 10 km sprint     | 1        | 27:40,5     | 36.      |
| Hriszto Vodenicsarov                                                      | 20 km egyéni     | 2        | 1:00:20,8   | 15.      |
| Vaszil Bozsilov Vladimir Velicskov Kraszimir Videnov Hriszto Vodenicsarov | 4 × 7,5 km váltó | 7        | 1:29:24,9   | 8.       |

## Bob
| Versenyző                                                            | Versenyszám | 1. futam | 1. futam | 2. futam | 2. futam | 3. futam | 3. futam | 4. futam | 4. futam | Összesítés | Összesítés |
| Versenyző                                                            | Versenyszám | Idő      | Hely.    | Idő      | Hely.    | Idő      | Hely.    | Idő      | Hely.    | Idő        | Helyezés   |
| -------------------------------------------------------------------- | ----------- | -------- | -------- | -------- | -------- | -------- | -------- | -------- | -------- | ---------- | ---------- |
| Cvetozar Viktorov Alekszandar Szimeonov                              | Kettes      | 58,82    | 22.      | 1:00,74  | 26.      | 1:01,35  | 23.      | 1:00,26  | 20.      | 4:01,17    | 22.        |
| Todor Todorov Nikolaj Botev                                          | Kettes      | 59,68    | 32.      | 1:01,44  | 34.      | 1:02,05  | 33.      | 1:01,64  | 33.      | 4:04,81    | 32.        |
| Cvetozar Viktorov Plamen Sztamov Nikolaj Botev Alekszandar Szimeonov | Négyes      | 57,72    | 21.      | 59,07    | 24.      | 58,20    | 24.      | 58,67    | 21.*     | 3:53,66    | 24.        |

* - egy másik csapattal azonos eredményt ért el

## Műkorcsolya
| Versenyző        | Versenyszám  | Kötelező elemek   | Kötelező elemek | Kötelező elemek | Rövid program     | Rövid program | Rövid program | Kűr               | Kűr     | Kűr         | Összesítés         | Összesítés |
| Versenyző        | Versenyszám  | Több. hely. száma | Hely.           | Hely. pont.     | Több. hely. száma | Hely.         | Hely. pont.   | Több. hely. száma | Hely.   | Hely. pont. | Helyezési pontszám | Helyezés   |
| ---------------- | ------------ | ----------------- | --------------- | --------------- | ----------------- | ------------- | ------------- | ----------------- | ------- | ----------- | ------------------ | ---------- |
| Bojcso Aleksziev | Férfi egyéni | 9×26+             | 26.             | 15,6            | 6×27+             | 27.           | 10,8          | kiesett           | kiesett | kiesett     | kiesett            | kiesett    |
| Petya Gavazova   | Női egyéni   | 6×30+             | 30.             | 18,0            | 6×26+             | 26.           | 10,4          | kiesett           | kiesett | kiesett     | kiesett            | kiesett    |

## Sífutás
Férfi
| Versenyző                                                            | Versenyszám     | Eredmény      | Helyezés      |
| -------------------------------------------------------------------- | --------------- | ------------- | ------------- |
| Szvetoszlav Atanaszov                                                | 15 km           | 46:43,0       | 49.           |
| Szvetoszlav Atanaszov                                                | 30 km           | 1:31:15,7     | 28.           |
| Mano Ketenzsiev                                                      | 15 km           | 48:54,7       | 64.           |
| Mano Ketenzsiev                                                      | 30 km           | 1:34:57,0     | 48.           |
| Mano Ketenzsiev                                                      | 50 km           | nem ért célba | nem ért célba |
| Milus Ivancsev                                                       | 50 km           | nem indult    | nem indult    |
| Todor Mahov                                                          | 15 km           | 47:47,5       | 55.           |
| Todor Mahov                                                          | 30 km           | 1:33:25,5     | 41.           |
| Todor Mahov                                                          | 50 km           | nem ért célba | nem ért célba |
| Atanasz Szimidcsiev                                                  | 15 km           | 49:53,6       | 67.           |
| Atanasz Szimidcsiev                                                  | 50 km           | 2:17:02,4     | 40.           |
| Ivan Szmilenov                                                       | 30 km           | 1:32:26,9     | 36.           |
| Szvetoszlav Atanaszov Ivan Szmilenov Atanasz Szimidcsiev Todor Mahov | 4 × 10 km váltó | 1:49:27,9     | 12.           |

## Síugrás
| Versenyző         | Versenyszám | 1. ugrás | 1. ugrás | 2. ugrás | 2. ugrás | Összesítés | Összesítés |
| Versenyző         | Versenyszám | Pont     | Hely.    | Pont     | Hely.    | Pont       | Helyezés   |
| ----------------- | ----------- | -------- | -------- | -------- | -------- | ---------- | ---------- |
| Vladimir Brejcsev | Normálsánc  | 90,0     | 35.      | 69,7     | 56.      | 159,7      | 53.        |
| Vladimir Brejcsev | Nagysánc    | 86,5     | 40.      | 61,0     | 50.      | 147,5      | 46.        |
| Emil Zografszki   | Normálsánc  | 83,3     | 45.      | 87,9     | 29.**    | 171,2      | 40.        |
| Emil Zografszki   | Nagysánc    | 88,0     | 37.      | 73,0     | 43.      | 161,0      | 40.*       |

* - egy másik versenyzővel azonos eredményt ért el

** - két másik versenyzővel azonos eredményt ért el

## Szánkó
| Versenyző                      | Versenyszám | 1. futam | 1. futam | 2. futam | 2. futam | 3. futam | 3. futam | 4. futam | 4. futam | Összesítés | Összesítés |
| Versenyző                      | Versenyszám | Idő      | Hely.    | Idő      | Hely.    | Idő      | Hely.    | Idő      | Hely.    | Idő        | Helyezés   |
| ------------------------------ | ----------- | -------- | -------- | -------- | -------- | -------- | -------- | -------- | -------- | ---------- | ---------- |
| Szimoneta Racseva              | Női egyes   | 48,790   | 23.      | 48,836   | 23.      | 48,698   | 22.      | 48,533   | 23.      | 3:14,857   | 23.        |
| Kraszimir Kamenov Mitko Bacsev | Kettes      | 51,957   | 18.      | 48,620   | 16.      |          |          |          |          | 1:40,577   | 18.        |